# Ластовський Максим Онопрійович
Максим Онопрійович Ластовський (20 травня 1905, Михайлівка — 1 червня 1988) — Герой Радянського Союзу, в роки радянсько-німецької війни помічник командира саперного взводу 54-го гвардійського саперного батальйону 1-го гвардійського ордена Леніна механізованого корпусу 4-ї гвардійської армії 3-го Українського фронту, гвардії старший сержант.

## Біографія
Народився 20 травня 1905 року в селі Михайлівці (нині Драбівського району Черкаської області) в селянській родині. Українець. Освіта початкова. Працював у колгоспі.
У серпні 1941 року призваний до лав Червоної Армії. У боях радянсько-німецької війни з 1941 року. Воював на 3-му Українському фронті. Член ВКП(б) з 1944 року.
13 квітня 1945 року гвардії старший сержант М. О. Ластовський в бою за столицю Австрії, місто Відень, з групою з шести добровольців проникнув у тил противника і вийшов до віденського Імперського мосту через Дунай, маючи завдання розміновувати його. Незважаючи на сильну варту, воїни прорвалися до ферм моста, дісталися до проводів, підведених до зарядів, і перерізали їх. Міст був врятований. М. О. Ластовський особисто знешкодив 76 набоїв.
Указом Президії Верховної Ради СРСР від 29 червня 1945 року за сміливість, відвагу і мужність, проявлені в операції по захопленню Імперського мосту через Дунай у Відні, його розмінування та утриманню гвардії старшому сержантові Максиму Онопрійовичу Ластовському присвоєно звання Героя Радянського Союзу з врученням ордена Леніна і медалі «Золота Зірка» (№ 8 833).
Після закінчення війни М. О. Ластовський демобілізувався. Повернувся на батьківщину. Працював головою сільради. Трагічно загинув 1 червня 1988 року.

## Нагороди
Нагороджений орденом Леніна, двома орденами Вітчизняної війни 1-го ступеня, медалями.